# Koji Nakata
Koji Nakata (中田 浩二, Nakata Koji, Otsu, 9 juli 1979) is een Japans voormalig voetballer die als verdediger speelde.

## Clubcarrière
Nakata speelde tussen 1998 en 2008 voor Kashima Antlers, Olympique Marseille en Basel. Hij tekende in 2008 bij Kashima Antlers.

## Interlandcarrière
Nakata debuteerde in 2000 in het Japans nationaal elftal en speelde 57 interlands, waarin hij twee keer scoorde.

## Statistieken
| Japans voetbalelftal | Japans voetbalelftal | Japans voetbalelftal |
| Jaar                 | Wed.                 | Dlp.                 |
| -------------------- | -------------------- | -------------------- |
| 2000                 | 7                    | 0                    |
| 2001                 | 13                   | 0                    |
| 2002                 | 13                   | 0                    |
| 2003                 | 7                    | 0                    |
| 2004                 | 6                    | 2                    |
| 2005                 | 8                    | 0                    |
| 2006                 | 2                    | 0                    |
| 2007                 | 1                    | 0                    |
| Totaal               | 57                   | 2                    |

## Erelijst
FC Basel
- Axpo Super League

2008
- Schweizer Cup

2008